# Liste der Träger des Verdienstordens des Landes Brandenburg

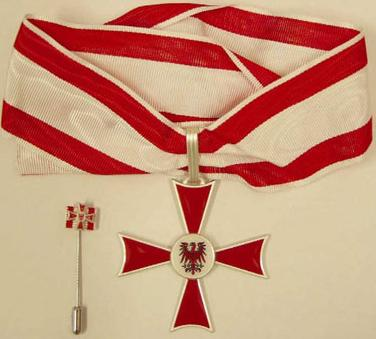
Verdienstorden des Landes Brandenburg (Grafik aus dem Amtsblatt für Brandenburg – Nr. 35 vom 8. September 2004)

Diese Liste führt die Träger des Verdienstordens des Landes Brandenburg auf. Die Auszeichnung wurde am 14. Juni 2005 erstmals vergeben. Der Ministerpräsident des Landes Brandenburg ist von Amts wegen Träger des Verdienstordens. Bis zum 31. Dezember 2021 wurden 263 Personen ausgezeichnet.
| Inhaltsverzeichnis: 2005 \| 2006 \| 2007 \| 2008 \| 2009 \| 2010 \| 2011 \| 2012 \| 2013 \| 2014 \| 2015 \| 2016 \| 2017 \| 2018 \| 2019 \| 2020 \| 2021 \| 2022 \| 2023 \| 2024 \| 2025 \| Weblinks \| Einzelnachweise |

## 2005
- Kathrin Boron (* 1969), Ruder-Olympiasiegerin (verliehen am 14. Juni 2005)
- Günter de Bruyn (1926–2020), Autor (verliehen am 14. Juni 2005)
- Rolf Emmermann (* 1940), Leiter des GeoForschungsZentrums Potsdam (verliehen am 14. Juni 2005)
- Hans-Joachim Giersberg (1938–2014), Generaldirektor der Stiftung Preußische Schlösser und Gärten (verliehen am 14. Juni 2005)
- Jürgen Helmdach (1939–2024), Landesbrandmeister (verliehen am 14. Juni 2005)
- Helga Luther (1923–?), Initiative zur Unterstützung ehemaliger Ravensbrücker Häftlinge (verliehen am 14. Juni 2005)
- Edelgard Neukirch (* 1940), Mitbegründerin der Landesarbeitsgemeinschaft für Selbsthilfeförderung (verliehen am 14. Juni 2005)
- Roswitha Perlwitz (1942–2012), Ärztin im Bereich Kinder- und Jugendpsychiatrie (verliehen am 14. Juni 2005)
- Jutta Quoos (* 1957), Vorsitzende des Brandenburgischen Landfrauenverbandes (verliehen am 14. Juni 2005)
- Gerold Schellstede, Unternehmer (verliehen am 14. Juni 2005)
- Albrecht Schönherr (1911–2009), Bischof im Ruhestand (verliehen am 14. Juni 2005)
- Bernd Schröder (* 1942), Cheftrainer der Potsdamer Frauenfußballmannschaft (verliehen am 14. Juni 2005)
- Heinz Sielmann (1917–2006), Tierfilmer und Autor (verliehen am 14. Juni 2005)
- Michael Succow (* 1941), Aufbauleiter der Landesanstalt für Großschutzgebiete (verliehen am 14. Juni 2005)
- Hans-Jürgen Vogel, Professor für Mathematik und Physik an der Universität Potsdam, Einsatz für Wasserrettung und Katastrophenschutz (verliehen am 5. Oktober 2005)
- Wolf Wegener (* 1933), Vorsitzender des ADAC in Berlin-Brandenburg (verliehen am 14. Juni 2005)
- Manfred Werban (* 1940), Leiter des Biosphärenreservats Spreewald (verliehen am 14. Juni 2005)
- Matthias Platzeck (* 1953), kraft seines Amtes als Ministerpräsident ist er Ordensträger

## 2006
- Kees Berkouwer (* 1928), Ausländerbeauftragter des Landkreises Potsdam-Mittelmark (verliehen am 14. Juni 2006)
- Annette Flade (* 1950), Pastorin und Mediatorin (verliehen am 14. Juni 2006)
- Gerd Heinrich (1931–2012), Vorsitzender des Wissenschaftlichen Beirates des Hauses der Brandenburgisch-Preußischen Geschichte und Ehrenmitglied der Landesgeschichtlichen Vereinigung für die Mark Brandenburg (verliehen am 14. Juni 2006)
- Rolf Kuhn (1946–2024), Geschäftsführer der IBA Fürst-Pückler-Land (verliehen am 14. Juni 2006)
- Jutta Lau (* 1955), Bundestrainerin beim Deutschen Ruderverband (verliehen am 14. Juni 2006)
- Harald Lax, Geschäftsführer der Firma Reiss Büromöbel (verliehen am 14. Juni 2006)
- Fred Loose, Blutspender (verliehen am 14. Juni 2006)
- Siegfried Matthus (1934–2021), Komponist (verliehen am 14. Juni 2006)
- Werner Otto (1909–2011), Unternehmer und Mäzen (verliehen am 11. August 2006)
- Helmut Reihlen (1934–2022), Kurator des Domstifts Brandenburg (verliehen am 14. Juni 2006)
- Annemarie Rettig (1933–2022), Pfarrerin (verliehen am 14. Juni 2006)
- Hermann Freiherr von Richthofen (1933–2021), Beauftragter des Ministerpräsidenten für die Zusammenarbeit mit Polen (verliehen am 14. Juni 2006)
- Hellmuth Riestock, Geschäftsführer der Rhinmilch Agrar GmbH Fehrbellin, der Rhinmilch GmbH und der Linumer Agrargesellschaft (verliehen am 14. Juni 2006)
- Carl Gottfried Rischke, Vorstandsvorsitzender der LBS Ostdeutsche Landesbausparkasse AG (verliehen am 14. Juni 2006)
- Edith Sparmann, Ehrenämtlerin (verliehen am 14. Juni 2006)
- Manfred Stolpe (1936–2019), Ministerpräsident und Bundesminister a. D. (verliehen am 14. Juni 2006)
- Klaus Windeck (* 1941), Unternehmer, Präsident der Handwerkskammer Potsdam (verliehen am 14. Juni 2006)
- Gunther Wolff, Ehrenämtler (verliehen am 14. Juni 2006)

## 2007
- Almuth Berger (* 1943), Ausländerbeauftragte des Landes Brandenburg (verliehen am 13. Juni 2007)
- Ruth Cornelsen (* 1928), Stifterin (verliehen am 13. Juni 2007)
- Batsheva Dagan (1925–2024), Psychologin, Israel (verliehen am 25. April 2007)
- Jürgen Eschert (* 1941), Vorsitzender des Kanu-Clubs Potsdam (verliehen am 13. Juni 2007)
- Jan Uwe Kestner, Kapitänleutnant a. D., Einsatz bei der Oderflut 1997 (verliehen am 28. Juli 2007)
- Hans-Peter von Kirchbach (* 1941), ehemaliger Generalinspekteur der Bundeswehr (verliehen am 13. Juni 2007)
- Gisela Kurze, Mitbegründerin der Arbeitsgemeinschaft Gedenk- und Begegnungsstätte Ehemaliges KGB-Gefängnis (verliehen am 13. Juni 2007)
- Manfred Kurzer (* 1970), Sportschütze und Olympiasieger (verliehen am 13. Juni 2007)
- Artur Labrenz, Vorsitzender des Storchenclubs Rühstädt (verliehen am 13. Juni 2007)
- Abram Lancman, Sachsenhausen-Komitee, Israel (verliehen am 25. April 2007)
- Wolfgang Loschelder (1940–2013), ehemaliger Rektor der Universität Potsdam (1995–2006) und Vorsitzender der Brandenburgischen Landesrektorenkonferenz (verliehen am 13. Juni 2007)
- Norbert Ohst, Unternehmer (verliehen am 13. Juni 2007)
- Gisela Otto, Vorsitzende der Aktion Knochenmarkspende Brandenburg-Berlin (verliehen am 13. Juni 2007)
- Hannah Pick-Goslar (1928–2022), Zeitzeugin, Israel (verliehen am 25. April 2007)
- Hasso Plattner (* 1944), Mitbegründer des Softwareunternehmens SAP und Gründer des Hasso-Plattner-Instituts (verliehen am 26. November 2007)
- Jörg Schönbohm (1937–2019), Minister des Innern (verliehen am 3. September 2007)
- Jutta Schütze, Leiterin des Tierheims Rathenow (verliehen am 13. Juni 2007)
- Rudolf von Thadden (1932–2015), Historiker und Mitbegründer der Stiftung Genshagen (verliehen am 13. Juni 2007)

## 2008
- Hans-Dietrich Fiebig (* 1938), Präsident des Landessportbundes (verliehen am 13. Juni 2008)
- Wolfgang Hempel (* 1931), Initiator der Groß Neuendorfer Grenzgespräche (verliehen am 13. Juni 2008)
- Regine und Norbert Hoffmann, außergewöhnliche Lebensleistung in der Erziehung von 15 Kindern (verliehen am 13. Juni 2008)
- Elisabeth Jäger (1924–2019), Journalistin, Antifaschistin, Überlebende des KZ Ravensbrück (verliehen am 13. Juni 2008)
- Eveline Joppien, Gründerin des Vereins Gebrannte Erde (verliehen am 13. Juni 2008)
- Barbara Junge (* 1943) und Winfried Junge (* 1935), Regisseure des Dokumentarprojekts Die Kinder von Golzow (verliehen am 13. Juni 2008)
- Dieter Kartmann (1934–2024), Gründer des Bürgerbundes Nordheim 91 (verliehen am 13. Juni 2008)
- Rolf Mitzner (1931–2023), Gründungsdirektor der Universität Potsdam (verliehen am 13. Juni 2008)
- Hans Joachim Schellnhuber (* 1950), Gründungsdirektor des Potsdam-Instituts für Klimafolgenforschung (verliehen am 13. Juni 2008)
- Benedikt Schirge, Pfarrer, Sprecher der Bürgerinitiative „Freie Heide“ (verliehen am 13. Juni 2008)
- Volker Schlöndorff (* 1939), Regisseur, ehem. Geschäftsführer des Studios Babelsberg (verliehen am 13. Juni 2008)
- Hubert Schrödinger (1930–2022), Geschäftsführer der LEIPA Georg Leinfelder GmbH (verliehen am 13. Juni 2008)
- Renate Seidel (* 1947), Vorsitzende des Landestierschutzverbandes Brandenburg (verliehen am 13. Juni 2008)
- Hannelore Steer (* 1943), ehemalige Chefredakteurin der Landeswelle Antenne Brandenburg (verliehen am 13. Juni 2008)
- Birgit Uhlworm, Leiterin der Geschäftsstelle des Landesverbandes der Selbsthilfegruppen Alleinerziehender (verliehen am 13. Juni 2008)

## 2009
- Günter Albrecht (* 1941), Gründer der „Netzwerkinitiative Triebwerkstechnik“ (verliehen am 12. Juni 2009)
- Rolf-Dieter Amend (1949–2022), Olympiasieger im Kanurennsport und Kanutrainer (verliehen am 12. Juni 2009)
- Hans Otto Bräutigam (* 1931), von 1990 bis 1999 brandenburgischer Minister für Justiz sowie Bundes- und Europaangelegenheiten (verliehen am 12. Juni 2009)
- Klaus Eichler, ehem. Abteilungsleiter im Bauministerium, Verdienste um die städtebauliche Entwicklung und den Erhalt historischer Bausubstanzen (verliehen am 12. Juni 2009)
- Gudrun Heydeck, herausragendes Engagement als Patin im Eberswalder Netzwerk „Gesunde Kinder“ (verliehen am 12. Juni 2009)
- Hartmann Kleiner (* 1942) (verliehen am 20. Januar 2009)
- Harry Müller (* 1946), fast 20 Jahre lang Bürgermeister von Luckau (verliehen am 12. Juni 2009)
- Hildegard Petter (* 1929), fast 50 Jahre Nachwuchstrainerin für Leichtathletik in Guben (verliehen am 12. Juni 2009)
- Günter Pick, seit 1992 Berater bei der Umsiedlung zahlreicher Ortschaften, insbesondere im Lausitzer Braunkohlenrevier, darunter Horno (verliehen am 12. Juni 2009)
- Hanno Schmitt (* 1942), Pädagoge, Mitbegründer des Rochow-Museums in Reckahn (verliehen am 12. Juni 2009)
- Michael Schönberg (* 1949), Unternehmer in Premnitz (verliehen am 12. Juni 2009)
- Monika Walter (* 1939), Schuldnerberaterin im Arbeitslosen-Service in Strausberg (verliehen am 12. Juni 2009)
- Bernd Wefelmeyer (* 1940), emeritierter Professor der Hochschule für Film und Fernsehen „Konrad Wolf“, Dirigent und Komponist (verliehen am 12. Juni 2009)
- Eberhard Weichenhan (1948–2014), Präsident des Landesanglerverbandes (verliehen am 12. Juni 2009)

## 2010
- Werner Bader (1922–2014), Vorsitzender des Kulturvereins Mark Brandenburg (verliehen am 14. Juni 2010)
- Hinrich Enderlein (* 1941), ehem. brandenburgischer Minister für Wissenschaft, Forschung und Kultur (verliehen am 14. Juni 2010)
- Sokrates Giapapas (1937–2020), Unternehmer (verliehen am 14. Juni 2010)
- Ilse Heinrich, engagiert sich ehrenamtlich als Zeitzeugin und erinnert an die Schrecken der nationalsozialistischen Gewaltherrschaft (verliehen am 14. Juni 2010)
- Sieglinde Knudsen, engagiert sich in der Uckermark seit rund zwei Jahrzehnten in der Kinder-, Jugend-, Frauen- und Familienarbeit (verliehen am 14. Juni 2010)
- Erwin Kowalke, engagiert sich als Umbetter von zahllosen Opfern des Zweiten Weltkrieges (verliehen am 14. Juni 2010)
- Charlotte Kroll (1922–2016), engagiert sich ehrenamtlich als Zeitzeugin und erinnert an die Schrecken der nationalsozialistischen Gewaltherrschaft (verliehen am 14. Juni 2010)
- Henry Maske (* 1964), ehemaliger Profiboxer, Initiativen im sozialen Bereich für Kinder und Jugendliche (verliehen am 14. Juni 2010)
- Friedwart Neue, Verdienste um den Erhalt historischer Bauten und die Bewahrung der Naturschönheiten als Bürgermeister von Raben und später als Mitarbeiter des Niemegker Bauamtes (verliehen am 14. Juni 2010)
- Maria Pichottka, Ehrenvorsitzende des Dachverbandes für alle Migrantenorganisationen im Land Brandenburg (verliehen am 14. Juni 2010)
- Günther Pietzsch, Unternehmer (verliehen am 14. Juni 2010)
- Herbert Schnoor (1927–2021), Jurist, ehemaliger Innenminister des Landes Nordrhein-Westfalen (verliehen am 14. Juni 2010)
- Eva Strittmatter (1930–2011), Dichterin und Schriftstellerin (verliehen am 6. Dezember 2010)
- Thomas Wernicke (* 1954), wissenschaftlicher Mitarbeiter im Haus der Brandenburgisch-Preußischen Geschichte Potsdam (verliehen am 14. Juni 2010)

## 2011
- Petra Damm, Unternehmerin in Wildau (verliehen am 10. Juni 2011)
- Eckhard Fichtmüller (verliehen am 10. Juni 2011)
- Thea Hoedt (verliehen am 10. Juni 2011)
- Helmut Hoffmann, Unternehmer (verliehen am 10. Juni 2011)
- Wolfgang Kohlhaase (1931–2022) (verliehen am 10. Juni 2011)
- Martin Kruse (1929–2022), Alt-Bischof in Berlin-Brandenburg (verliehen am 22. September 2011)
- Arnold Kuchenbecker (verliehen am 10. Juni 2011)
- Warcislaw Kunc, Intendant der Oper im Schloss Stettin (verliehen am 10. Juni 2011)
- Edith Lowack (verliehen am 10. Juni 2011)
- Heinz Maintok (verliehen am 10. Juni 2011)
- Nora Neese (verliehen am 10. Juni 2011)
- Gerard Pieper (verliehen am 10. Juni 2011)
- Andreas Rohde (verliehen am 10. Juni 2011)
- Hans-Ulrich Schulz (* 1945) (verliehen am 10. Juni 2011)
- Reinhard Simon (verliehen am 10. Juni 2011)
- Carola Wolf (verliehen am 10. Juni 2011)

## 2012
- Sara Atzmon (* 1933), Israel (verliehen am 1. Mai 2012)
- Petra Brückner, langjährige Sprecherin des Landesschulbeirates (verliehen am 13. Juni 2012)
- Andreas Dresen (* 1963), Filmregisseur (verliehen am 13. Juni 2012)
- Wieland Förster (* 1930) (verliehen am 13. Juni 2012)
- Horst Krause (* 1941), Theater- und Filmschauspieler (verliehen am 13. Juni 2012)
- Ellen Lösche, Geschäftsführerin (verliehen am 13. Juni 2012)
- Martin Martiny (1942–2013), Kurator des Brandenburger Domstifts von 2007 bis 2013 (verliehen am 13. Juni 2012)
- Horst Mosolf (1928–2015), Unternehmer (verliehen am 13. Juni 2012)
- Jörg Müller (* 1964), Kraftwerksbauer und der Gründer der Enertrag AG (verliehen am 13. Juni 2012)
- Ernst-Ullrich Neumann (verliehen am 13. Juni 2012)
- Marek Prawda (* 1956), Botschafter der Republik Polen (verliehen am 13. Juni 2012)
- Roland Rust (verliehen am 13. Juni 2012)
- Marianne Seibert (verliehen am 13. Juni 2012)
- Axel Walter, ehemaliger Werkleiter des Milchwerkes in Elsterwerda (verliehen am 13. Juni 2012)
- Hans Weiler (* 1934), erster Rektor der Europa-Universität Viadrina (verliehen am 13. Juni 2012)
- Schlomo Wolkowicz (verliehen am 1. Mai 2012)

## 2013
- Holger Bartsch (* 1941), Landrat des Landkreises Oberspreewald-Lausitz von 1994 bis 2006 (verliehen am 14. Juni 2013)
- Annette Chalut (1924–2021), Präsidentin des Internationalen Ravensbrück Komitees, Frankreich (verliehen am 21. April 2013)
- Peter Dreißig (1952–2022), Präsident der Handwerkskammer Cottbus (verliehen am 14. Juni 2013)
- Heidemarie Göbel, Pädagogin aus Grünewald (verliehen am 14. Juni 2013)
- Simone Weber-Karpinski und Hendrik Karpinski (verliehen am 14. Juni 2013)
- Walter Kassin, Präsident des Karnevalsverbandes Berlin-Brandenburg (verliehen am 14. Juni 2013)
- Peter Lange, Unternehmer (verliehen am 14. Juni 2013)
- Karl Lau, Bürgermeister aus Mescherin (verliehen am 14. Juni 2013)
- Werner Martin (verliehen am 14. Juni 2013)
- Henry Pottag (verliehen am 14. Juni 2013)
- Hansjürgen Rosenbauer (* 1941), Intendant des ORB (verliehen am 14. Juni 2013)
- Bernd Siegert (verliehen am 14. Juni 2013)
- Dietmar Woidke (* 1961), kraft seines Amtes als Ministerpräsident ist er Ordensträger

## 2014
- Inga-Karina Ackermann (verliehen am 13. Juni 2014)
- Roger Bordage (verliehen am 13. Juni 2014)
- Konrad Elmer-Herzig (* 1949), evangelischer Pfarrer, Gründungsmitglied der SDP in der DDR (verliehen am 13. Juni 2014)
- Czesław Fiedorowicz (* 1958), Aktivist der deutsch-polnischen Zusammenarbeit, Präsident der Euroregion Spree-Neiße-Bober (verliehen am 4. September 2014)
- Birgit Fischer (* 1962), Kanutin (verliehen am 13. Juni 2014)
- Wolfram Hülsemann (* 1943), evangelischer Theologe (verliehen am 13. Juni 2014)
- Horst Jänichen (verliehen am 13. Juni 2014)
- Petra Kröger-Schumann (verliehen am 13. Juni 2014)
- Editha und Manfred Mudlack (verliehen am 13. Juni 2014)
- Anne Panek-Kusz (verliehen am 13. Juni 2014)
- Herbert Sander (1938–2018), Maler und Graphiker (verliehen am 13. Juni 2014)
- Heinz-Joachim Schmidtchen (verliehen am 13. Juni 2014)
- Julius H. Schoeps (* 1942), Historiker und Politikwissenschaftler (verliehen am 13. Juni 2014)
- Horst Schüler (1924–2019), Zeitzeuge, Vorsitzender der Union der Opferverbände kommunistischer Gewaltherrschaft (verliehen am 4. September 2014)
- Inge Sielmann (1930–2019), Vorsitzende des Stiftungsrates der Heinz Sielmann Stiftung (verliehen am 13. Juni 2014)
- Mark Tilevitsch, Zeitzeuge, Häftling im Konzentrationslager Sachsenhausen (verliehen am 20. Juni 2014)
- Martina Willing (* 1959), Leichtathletin, Paralympics-Siegerin, Weltmeisterin, Europameisterin (verliehen am 4. September 2014)

## 2015
- Eva Bäckerová, Zeitzeugin, Überlebende der Konzentrationslager Ravensbrück und Bergen-Belsen, Vorsitzende des Internationalen Ravensbrück-Komitees (verliehen am 11. August 2015)
- Helga Breuninger (* 1947), Psychologin, Unternehmensberaterin und Stifterin (verliehen 2015, ausgehändigt am 29. Februar 2016)
- Katja Ebstein (* 1945), Sängerin, Schauspielerin (verliehen am 15. Juni 2015)
- Bernhard Groß (verliehen am 15. Juni 2015)
- Wolfgang Huber (* 1942), evangelischer Theologe (verliehen am 15. Juni 2015)
- Wilfried Jahnke (verliehen am 15. Juni 2015)
- Tobias Morgenstern (* 1960), Mitgründer des Kulturprojekts „Theater am Rand“ (verliehen am 15. Juni 2015)
- Danuta Nowak (verliehen am 15. Juni 2015)
- Thomas Rühmann (* 1955), Schauspieler, Mitgründer des Kulturprojekts „Theater am Rand“ (verliehen am 15. Juni 2015)
- Friederike Rupprecht (* 1940), evangelische Geistliche (verliehen am 15. Juni 2015)
- Gesine Schwan (* 1943), Politikwissenschaftlerin (verliehen am 15. Juni 2015)
- Erhard Thomas (* 1940), (verliehen am 15. Juni 2015)
- Heiner van de Loo (verliehen am 15. Juni 2015)
- Ronny Ziesmer (* 1979), Turner (verliehen am 15. Juni 2015)

## 2016
- Heilgard Asmus (* 1958), evangelische Theologin (verliehen am 13. Juni 2016)
- Sibylle Badstübner-Gröger (1935), (verliehen am 13. Juni 2016)
- Jan von Bergen (verliehen am 13. Juni 2016)
- Klaus Winfried Böhmer (verliehen am 13. Juni 2016)
- Siegfried Jörg Fischer (verliehen am 13. Juni 2016)
- Gisela Freimark (verliehen am 13. Juni 2016)
- Hans-Peter Freimark (verliehen am 13. Juni 2016)
- Sieglinde Heppener (* 1934), Politikerin (verliehen am 13. Juni 2016)
- Torsten Karow (* 1970), Komponist, Texter, Liedermacher (verliehen am 13. Juni 2016)
- Dieter Kestin (verliehen am 13. Juni 2016)
- Marianne Materna (verliehen am 13. Juni 2016)
- Erna Miericke (verliehen am 13. Juni 2016)
- Ronald Rauhe (* 1981), Kanute (verliehen am 13. Juni 2016)
- Gabriele Schnell (verliehen am 13. Juni 2016)
- Günter Stock (* 1944), Präsident der Berlin-Brandenburgischen Akademie der Wissenschaften, Vorstandsvorsitzender der Einstein-Stiftung (verliehen am 7. November 2016)
- Rita Süssmuth (* 1937), Bundestagspräsidentin, Wegbereiterin der deutsch-polnischen Aussöhnung (verliehen am 29. November 2016)
- Frank Zander (* 1942), Musiker, Moderator, Schauspieler (verliehen am 13. Juni 2016)

## 2017
- Wolf Bauer (* 1950), Film- und Fernsehproduzent (verliehen am 15. Juni 2017)
- Karin Genrich (verliehen am 15. Juni 2017)
- Frances Herrmann (* 1989), Leichtathletin (verliehen am 15. Juni 2017)
- Heiko Höft (verliehen am 15. Juni 2017)
- Günter Kappler (* 1939), Ingenieur (verliehen am 15. Juni 2017)
- Jochen Kowalski (* 1954), Opernsänger (verliehen am 15. Juni 2017)
- Sylvius Hermann Graf von Pückler (1939–2017) (posthum verliehen am 29. Mai 2017)[1]
- Irmgard Schneider (verliehen am 15. Juni 2017)
- Matthias Taatz (* 1959), evangelischer Pfarrer, Aktivist der Bürgergesellschaft (verliehen am 15. Juni 2017)
- Karl Heinz Tebel (verliehen am 15. Juni 2017)
- Gisela Upmeier (verliehen am 15. Juni 2017)
- Werner Upmeier (* 1944), Unternehmer (verliehen am 15. Juni 2017)
- Holger Wachsmann (verliehen am 15. Juni 2017)
- Ralph Welke (verliehen am 15. Juni 2017)
- Ariane Zibell (verliehen am 15. Juni 2017)

## 2018
- Emmie Arbel (verliehen am 1. Mai 2018)
- Nicola Galliner (* 1950) (verliehen am 13. Juni 2018)
- Michael Goldmann-Gilead (* 1925) (verliehen am 1. Mai 2018)
- Hendrik Hecht (verliehen am 13. Juni 2018)
- Kara Huber-Kaldrack (verliehen am 13. Juni 2018)
- Edelbert Jakubik (verliehen am 13. Juni 2018)
- Dagmar von Kleist (verliehen am 13. Juni 2018)
- Heinz Klevenow (1940–2021), Schauspieler und Theaterintendant (verliehen am 13. Juni 2018)
- Günter Morsch (* 1952), Historiker (verliehen am 13. Juni 2018)
- Ulrike Poppe (* 1953), Bürgerrechtlerin (verliehen am 13. Juni 2018)
- Monika Roth (verliehen am 13. Juni 2018)
- Sven Seeger (verliehen am 13. Juni 2018)
- Jens Serbser (verliehen am 13. Juni 2018)
- Zwi Steinitz (verliehen am 1. Mai 2018)
- Heinz Dieter Strüwing (verliehen am 13. Juni 2018)
- Heinrich Thiermann (verliehen am 13. Juni 2018)
- Katrin Wagner-Augustin (* 1977), Kanutin (verliehen am 13. Juni 2018)
- Michael Wobst (verliehen am 13. Juni 2018, ausgehändigt am 26. November 2018)

## 2019
- Peter Bienstman (verliehen am 22. Juli 2019, ausgehändigt am 28. August 2019)
- Hans-Wilhelm Blume (verliehen am 22. Juli 2019)
- Sebastian Brendel (* 1988), Kanute (verliehen am 22. Juli 2019)
- Margot Franke (verliehen am 22. Juli 2019)
- Matti Geschonneck (* 1952), Regisseur (verliehen am 22. Juli 2019)
- Rainer Glatz (* 1951), Generalleutnant a. D. des Heeres der Bundeswehr (verliehen am 22. Juli 2019)
- Wieslaw Gom (verliehen am 22. Juli 2019)
- Howard Griffiths (* 1950), Dirigent (verliehen am 22. Juli 2019)
- Barbara Klembt (verliehen am 22. Juli 2019)
- Steffie Lamers (* 1948), Pädagogin, Politikerin (verliehen am 22. Juli 2019)
- Christina Lehmann (verliehen am 22. Juli 2019)
- Goedele Matthysen (verliehen am 22. Juli 2019, ausgehändigt am 28. August 2019)
- Ernst Menzel (verliehen am 22. Juli 2019)
- Manfred Metzger (verliehen am 22. Juli 2019)
- Karl-Dietmar Plentz (verliehen am 22. Juli 2019)
- George Shefi (* 1931), Holocaust-Überlebender (verliehen am 16. September 2019)
- Alexander Trenn (verliehen am 22. Juli 2019)

## 2020
- Jürgen Fuchs (verliehen am 10. Oktober 2020)
- Rita Heidemann (verliehen am 10. Oktober 2020)
- Katrin Helmschrott (verliehen am 10. Oktober 2020)
- Walter Homolka (* 1964), Rabbiner, Hochschullehrer (verliehen am 10. Oktober 2020)
- Andrzej Łapinski (verliehen am 10. Oktober 2020, ausgehändigt am 27. November 2021)
- Friedhelm Schatz (* 1951), Unternehmer, Themenpark-Inhaber (verliehen am 10. Oktober 2020)
- Bärbel Schindler-Saefkow (verliehen am 10. Oktober 2020)
- Steffen Schroeder (* 1974), Schauspieler und Schriftsteller (verliehen am 10. Oktober 2020, ausgehändigt am 27. November 2021)
- Marie-Cathérine Schumann (* 1983), Anästhesistin, Intensivmedizinerin, Notärztin, Feuerwehrfrau, Feuerwehrsportlerin (verliehen am 10. Oktober 2020)
- Annett Stange (verliehen am 10. Oktober 2020)

## 2021
- Annett Heidebrunn (verliehen am 18. Dezember 2021)
- Marianne Kapelle (verliehen am 27. November 2021)
- Susanne Köstering (verliehen am 18. Dezember 2021)
- Detlef Korn (verliehen am 27. November 2021)
- Claus Peter Ladner (verliehen am 18. Dezember 2021)
- Tina Lemmer (verliehen am 27. November 2021)
- Brigitte Schirmer (verliehen am 18. Dezember 2021, ausgehändigt am 28. Januar 2022)
- Matthias Lothar Schirmer (verliehen am 18. Dezember 2021, ausgehändigt am 28. Januar 2022)
- Dieter Voigt (verliehen am 18. Dezember 2021)

## 2022
- Barbara Barsch (verliehen am 5. November 2022)
- Jutta Braun (verliehen am 5. November 2022)
- Nils Busch-Petersen (* 1963), Jurist, Hauptgeschäftsführer des Handelsverbandes Berlin-Brandenburg (verliehen am 5. November 2022)
- Insa Eschebach (* 1954), Religionswissenschaftlerin, Publizistin, Leiterin der Gedenkstätte Ravensbrück/Stiftung Brandenburgische Gedenkstätten (verliehen am 5. November 2022)
- Gerd Fleischhauer (verliehen am 5. November 2022)
- Günther Lüdecke (verliehen am 5. November 2022)
- Gerd-Werner Müllrick (verliehen am 5. November 2022)
- Wolfgang Simon (verliehen am 5. November 2022)
- Elżbieta Polak (verliehen am 5. November 2022, ausgehändigt später)

## 2023
- Walter Bingham (verliehen am 8. Mai 2023)

- Dörte Thie (verliehen am 6. Oktober 2023)

## 2024
- Uwe Böhrensen (verliehen am 14. Juni 2024)
- Dr. Michael von Bronk (verliehen am 14. Juni 2024)
- Martin Brudermüller (* 1961)
- Wolfgang Dost (* 1940), Germanist und Heimatforscher (verliehen am 14. Juni 2024)
- Konstanze Fischer (verliehen am 14. Juni 2024)
- Magdalena Kuska (verliehen am 14. Juni 2024)
- Helga Leber (verliehen am 14. Juni 2024)
- Wolfgang Neubert (* 1954), Hochschulpräsident, Sportfunktionär und ehemaliger Präsident des Landessportbund Brandenburg (verliehen am 14. Juni 2024)
- Günter-Erwin Quiel (* 1943), langjähriger Vorsitzender des Fördervereins zum Wiederaufbau der Stadt- und Hauptkirche in Gubin (verliehen am 14. Juni 2024)
- Adelheid Schäfer (verliehen am 14. Juni 2024)
- Winfriede Schreiber (verliehen am 14. Juni 2024)
- Ute Tenkhof (verliehen am 14. Juni 2024)

## 2025
- Margitta-Sabine Haase (verliehen am 13. Juni 2025)
- Detlef Karg (* 1945),  Gartendenkmalpfleger, ehemaliger Landeskonservator und ehemaliger Direktor des Brandenburgischen Landesamtes für Denkmalpflege und Archäologischen Landesmuseums  (verliehen am 13. Juni 2025)
- Konrad Müller (verliehen am 13. Juni 2025)
- Reiner Rabe (verliehen am 13. Juni 2025)
- Catrin Seeger (verliehen am 13. Juni 2025)
- Bernd Warminski (verliehen am 13. Juni 2025)